# 低钠饮食
低钠饮食是指每天钠摄入量不超过1,500至2,400毫克的饮食。
人类在饮食中对钠的最低需求量约为每天500毫克，通常不到许多依照“口味调味”的饮食量的六分之一。 对于某些对盐敏感的血压或疾病如美尼尔氏综合症的患者，这种额外的摄入可能会对健康造成负面影响。

## 健康影响
低钠饮食对高血压患者和血压正常的人都有降低血压的有效作用。 总体而言，在高血压患者中采用低钠饮食（平均每日约4.4克盐，即约1800毫克钠）可将收缩压降低4.2毫米汞柱，舒张压降低2.1毫米汞柱。
然而，建议人们采用低钠饮食对于高血压或正常血压人群的影响仍不确定。 2012年，《心脏医学期刊》发表了一篇文章，声称低盐饮食似乎会增加心脏衰竭患者的死亡风险，但该文章在2013年被撤回 ，因为其引用的两项研究包含无法验证的重复数据。
医生可能会给尿崩症患者开低钠饮食的处方。

## 饮食中的钠
大多数食物中天然存在钠。钠的最常见形式是氯化钠，根据晶体的大小和形状，氯化钠可以作为食盐、海盐和粗盐等出售。牛奶、甜菜和芹菜也天然含有钠，饮用水也是如此，尽管含量因来源而异。钠也被添加到各种食品中，如谷氨酸钠(MSG)、亚硝酸钠、糖精钠、小苏打（碳酸氢钠）和苯甲酸钠。

### 高含钠量的饮食
伍斯特酱、酱油、洋葱盐、大蒜盐和肉汤块等调味品和调料中含有钠。加工肉类，如培根、香肠和火腿，以及罐头汤和蔬菜都是含有添加钠的食物的例子。快餐的钠含量也通常很高。 此外，薯片、冷冻餐与腌制肉类等加工食品的钠含量也很高。

### 低含钠量的饮食
未经加工的新鲜食物，如新鲜水果、大多数蔬菜、牛肉、家禽、鱼和未加工谷物含有较低的钠。在商店和网上都可以找到低钠或不含钠的产品与相应的高钠变体。氯化钾等盐替代品可用于提供与盐相似的味道，同时减少钠的摄入量，而味精等风味添加剂可通过增强其他风味来帮助减少钠的摄入量。 
其他低钠食物包括：
- 调味料：黑胡椒、辣椒或柠檬胡椒、芥末、一些辣椒或辣酱
- 香草：干或新鲜大蒜、大蒜/洋葱粉（无盐）、莳萝、欧芹、迷迭香、罗勒、肉桂、丁香、辣椒粉、牛至、生姜、醋、孜然、肉豆蔻
- 大多数新鲜水果和蔬菜，芹菜、胡萝卜、甜菜和菠菜除外[來源請求][需要引用]
- 干豆、豌豆、大米、扁豆
- 通心粉大利面、面条、米饭、大麦（用无盐水煮熟）
- 蜂蜜、糖
- 无盐黄油
- 无盐干凝乳干酪
- 新鲜牛肉、猪肉、羊肉、鱼、虾、蛋
- 牛奶、酸奶
- 热麦片/餬
- 苏打水、咖啡、气泡水、豆浆、茶[8]